# Otoba parvifolia
Otoba parvifolia là một loài thực vật có hoa trong họ Myristicaceae. Loài này được (Markgr.) A.H.Gentry mô tả khoa học đầu tiên năm 1979.